# Hermes (Oise)
Hermes település Franciaországban, Oise megyében. Lakosainak száma 2510 fő (2022. január 1.). Hermes Bresles, Bailleul-sur-Thérain, Berthecourt, Heilles, Mouchy-le-Châtel, La Neuville-en-Hez, Saint-Félix és Villers-Saint-Sépulcre községekkel határos.

## Népesség
A település népességének változása:
| Lakosok száma | 2500 | 2458 | 2532 | 2498 | 2504 | 2509 | 2510 | 2498 | 2510 |
|               | 2013 | 2015 | 2016 | 2017 | 2018 | 2019 | 2020 | 2021 | 2022 |